# Simón Brieva
Simón Brieva (Saragosse, 1752 — Madrid, 1795) est un graveur espagnol.

## Biographie et œuvre
Simón Brieva naît à Saragosse le 12 octobre 1752.
Il y apprend le dessin puis s'installe à Madrid, où il se forme à la gravure en taille douce auprès de Manuel Salvador Carmona. Il remporte un concours de gravure de l'Académie royale des beaux-arts de San Fernando en 1781,. Comme d'autres élèves de Carmona, il collabore aux publications les plus notables de l'époque — lesquelles ont été un véritable moteur pour l'art de la gravure au burin en Espagne — : Vistas de los puertos de mar de España (« Vues des ports maritimes de l'Espagne », 1785), Colección de retratos de Españoles ilustres (« Collection de portraits d'Espagnols illustres »),.
Il illustre aussi des livres pour la presse royale (Imprenta Real), comme la traduction du Species plantarum de Carl von Linné (en espagnol : Parte práctica de botánica), dans lequel il fait notamment un portrait de Linné à l'eau-forte et au burin sur cuivre et le Viage a Constantinopla de José Moreno,,, et est un collaborateur assidu de différentes presses de la capitale espagnole.
Brieva collabore sur d'autres ouvrages : la traduction de De architectura de Vitruve (en espagnol : Los diez libros de arquitectura), ; Descripción histórica del Obispado de Osma de Juan Bautista Loperráez Corvalán, ; La biblia vulgata latina ; la traduction de l’Histoire naturelle de Buffon (en espagnol : Historia natural, general y particular) ; Tratado del esfuerzo belico heroyco de Juan López de Palacios Rubios ; une édition du Don Quichotte, de La Galatea et des Travaux de Persille et Sigismonde de Miguel de Cervantes ; la traduction du Sens propre et littéral des psaumes de David, expose dans une interpretation de Jacques-Philippe Lallemant (Los Salmos de David y Cánticos sagrados : interpretados en una brevísima paráfrasis en sentido propio y literal) ; Crónicas de los reyes de Castilla Don Pedro, Don Enrique II, Don Juan I, Don Enrique III de Pedro López de Ayala ; Vida, virtudes y milagros del protomartir San Juan Nepomuceno... de Pedro Andrés de Velasco ; la traduction d’O Feliz Independente do Mundo e da Fortuna de Teodoro de Almeida (pt) (en espagnol : El hombre feliz, independiente del mundo y de la fortuna...) ; Cronica del Rey D. Enrique el Quarto de este nombre de Diego Enríquez del Castillo.
Dans ses projets personnels, il a produit de nombreuses estampes de dévotion.
Simón Brieva meurt à Madrid le 23 septembre 1795, tandis qu'il travaille sur les six planches du combat naval de Toulon commandé par le ministère de la Marine, et qui seront finalement achevées par Fernando Selma (es), lui-même un ancien élève de Manuel Salvador Carmona,.

## Galerie

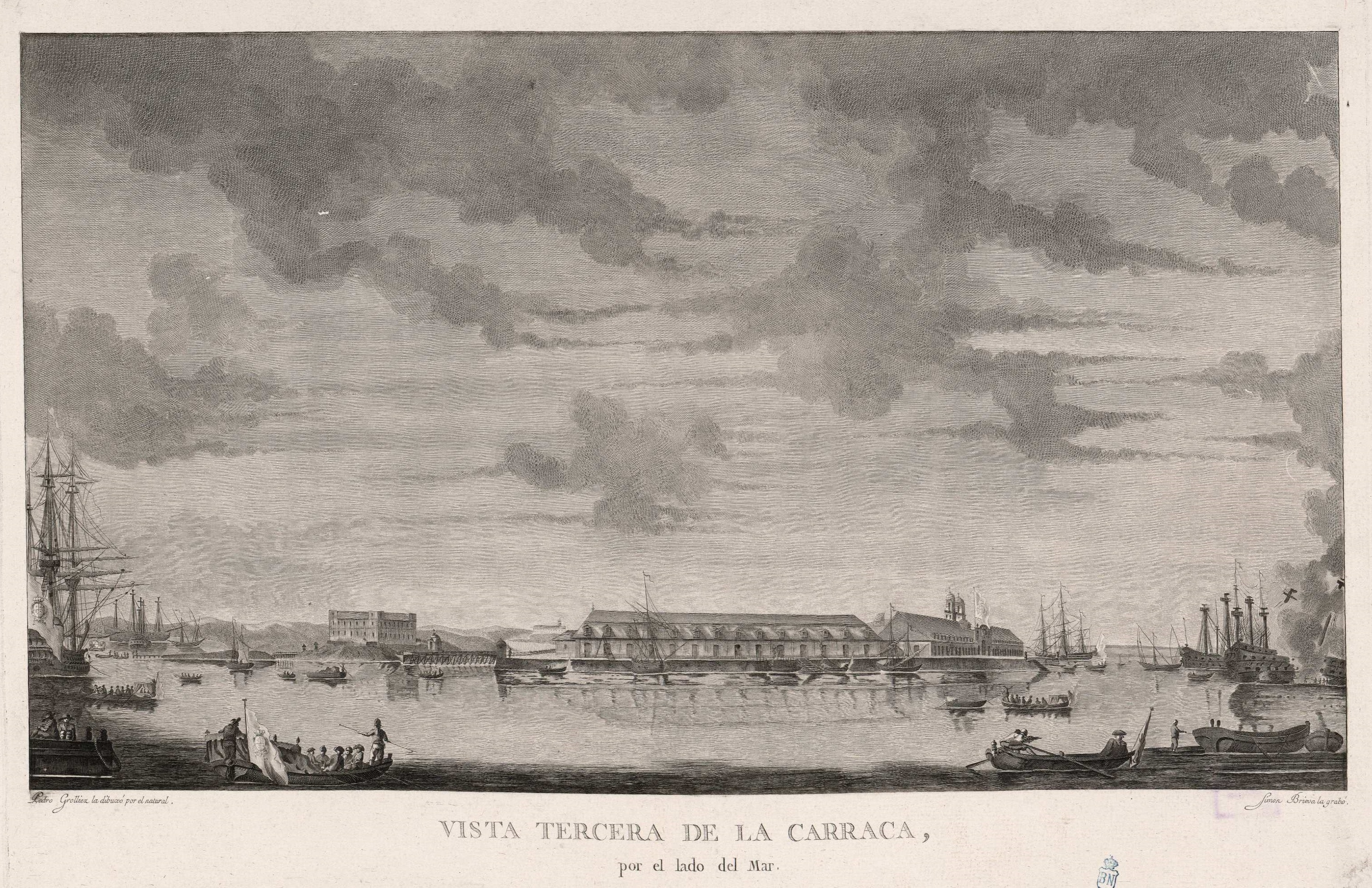
Vista tercera de La Carraca, por el lado del mar Pedro Grolliez, gravure d'après un dessin de Pedro Grolliez (d), pour Vistas de los puertos de mar de España (1785).
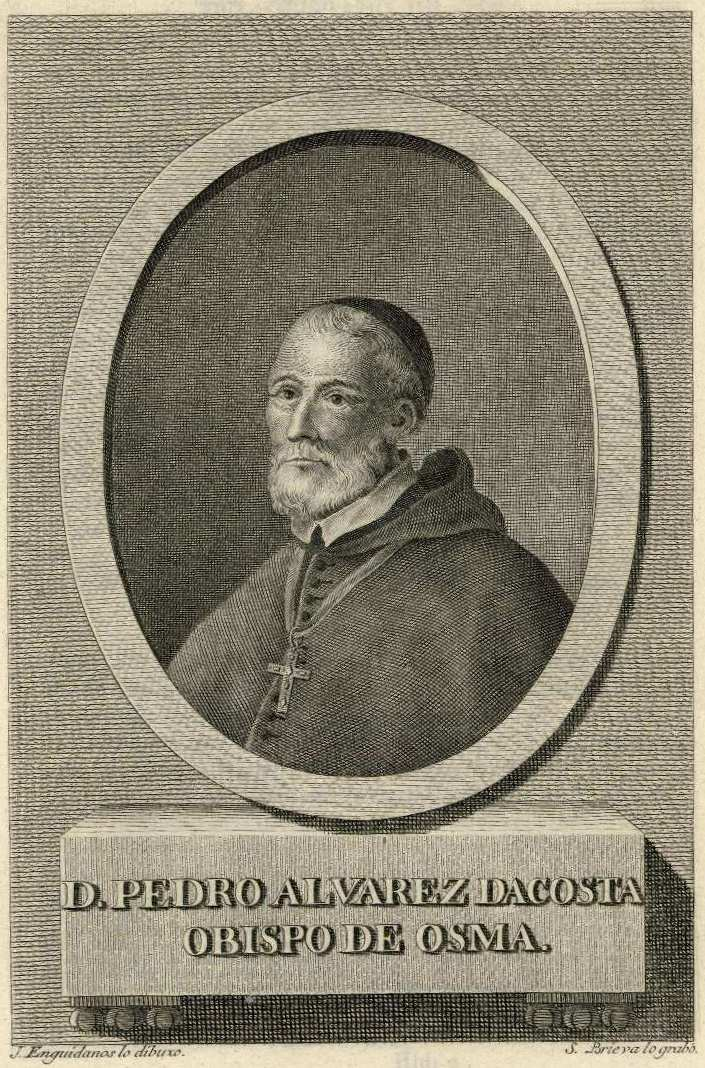
Retrato de Pedro Álvarez de Acosta, gravure d'après un dessin de José López Enguídanos, pour Descripción histórica del Obispado de Osma (1788).
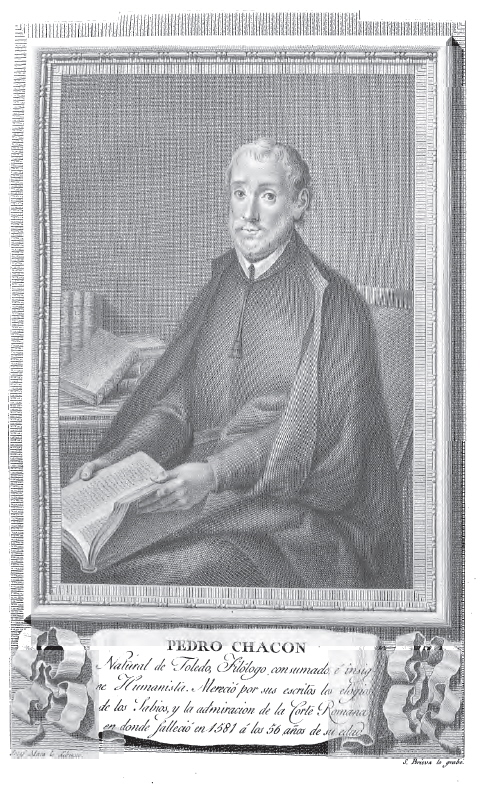
Retrato de Pedro Chacón, gravure d'après un dessin de José Maea (es), pour Colección de retratos de Españoles ilustres (1791).
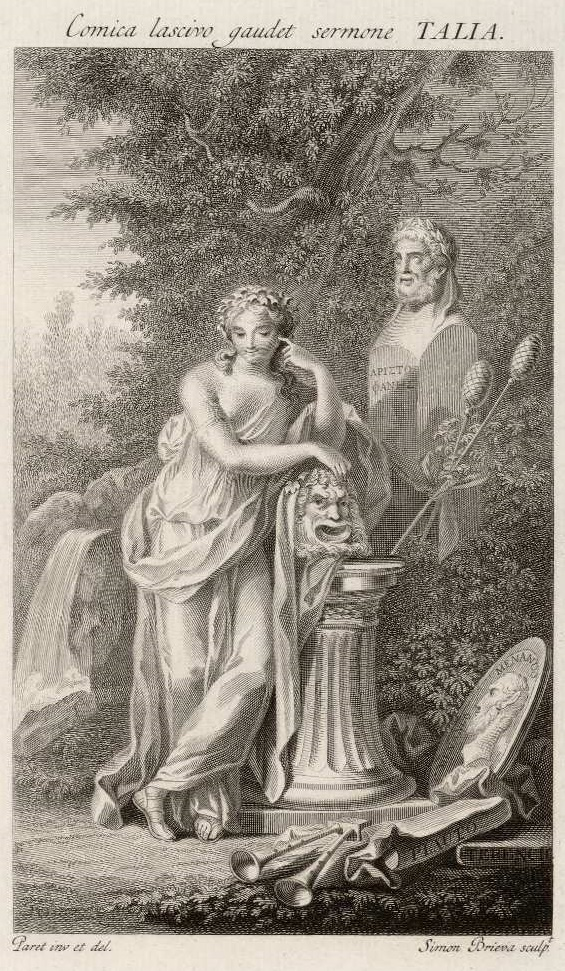
Talía, gravure d'après un dessin de Luis Paret y Alcázar (1794, Bibliothèque nationale d'Espagne).